# Phyzelaphryne
Az Phyzelaphryne a kétéltűek (Amphibia) osztályába, a békák (Anura) rendjébe és az Eleutherodactylidae családjába tartozó nem. A nembe tartozó fajok Brazília endemikus fajai. Egészen 2018-ig, a Phyzelaphryne nimio faj felfedezéséig monotipikus fajnak vélték.

## Rendszerezés
A nembe az alábbi fajok tartoznak:
- Phyzelaphryne  miriamae Heyer, 1977
- Phyzelaphryne nimio Simões, Costa, Rojas-Runjaic, Gagliardi-Urrutia, Sturaro, Peloso, and Castroviejo-Fisher, 2018